# Нижнє Азяково
Нижнє Азя́ково (рос. Нижнее Азяково, марій. Ӱлыл Озакъял) — присілок у складі Медведевського району Марій Ел, Росія. Входить до складу Азяковського сільського поселення.

## Населення
Населення — 38 осіб (2010; 41 у 2002).
Національний склад (станом на 2002 рік):
- лучні марійці — 56 %
- росіяни — 44 %